# Đại học Luân Đôn
Viện Đại học Luân Đôn (tiếng Anh: University of London) là một viện đại học công lập liên hợp ở Luân Đôn, Anh. Viện đại học này bao gồm 18 đại học thành viên, 10 viện nghiên cứu, và một số các đơn vị học thuật quan trọng khác. Công chúa Anne hiện đang giữ vai trò là hiệu trưởng danh dự của Viện đại học, toàn thể đại học và trường đại học thành viên.
Đây là viện đại học lớn thứ hai ở Vương quốc Liên hiệp Anh và Bắc Ireland tính theo tổng số sinh viên học toàn thời gian, với khoảng 135.000 sinh viên theo học trong các khuôn viên và hơn 50.000 sinh viên học từ xa. Viện Đại học Luân Đôn được thành lập vào năm 1836 theo một sắc lệnh của hoàng gia trên cơ sở sáp nhập hai trường là Đại học Luân Đôn (nay là Đại học Cao đẳng Luân Đôn) và Học viện Hoàng đế (nay là Đại học Hoàng đế Luân Đôn). Ngày nay, trụ sở chính của Viện Đại học được đặt trong khu vực khuôn viên của Đại học Cao đẳng Luân Đôn - Đại học lớn nhất trong trực thuộc các thành viên của viện và là đại học đầu tiên ở Luân Đôn.
Trên thực tế, các hoạt động từ tuyển sinh cho đến hỗ trợ tài chính của các trường đại học thành viên hoạt động trên cơ sở bán động lập, và gần đây một số trường này còn có được thẩm quyền cấp bằng dù vẫn còn nằm trong viện đại học liên hợp. Chín trường đại học lớn nhất viện đại học là: 
- Trường Đại học Hoàng đế Luân Đôn (King's College London)
- Trường Đại học Cao đẳng Luân Đôn (University College London)
- Trường Birkbeck (Birkbeck, University of London)
- Trường Goldsmiths (Goldsmiths, University of London)
- Trường Kinh doanh Luân Đôn (London Business School)
- Trường Queen Mary (Queen Mary, University of London)
- Trường Royal Holloway (Royal Holloway, University of London)
- Trường Nghiên cứu Đông phương và Phi châu (School of Oriental and African Studies, University of London)
- Trường Kinh tế và Khoa học Chính trị Luân Đôn (London School of Economics and Political Science).

Các trường đại học chuyên biệt của viện đại học bao gồm:
- Trường Đại học Heythrop (Heythrop College, University of London)
- Trường St George's (St George's, University of London).

Trường Đại học Hoàng gia Luân Đôn (Imperial College London) đã tách ra khỏi Viện Đại học Luân Đôn vào năm 2007. Và cũng kể từ sau sự kiện của Đại học Hoàng gia Luân Đôn vào ngày 9 tháng 7 năm 2007, các đại học trực thuộc Đại học Luân Đôn bắt đầu cấp bằng theo tên trường của họ thay vì là bằng chung của Viện đại học (bắt đầu từ mùa thu cùng năm). 